# Agrypninae

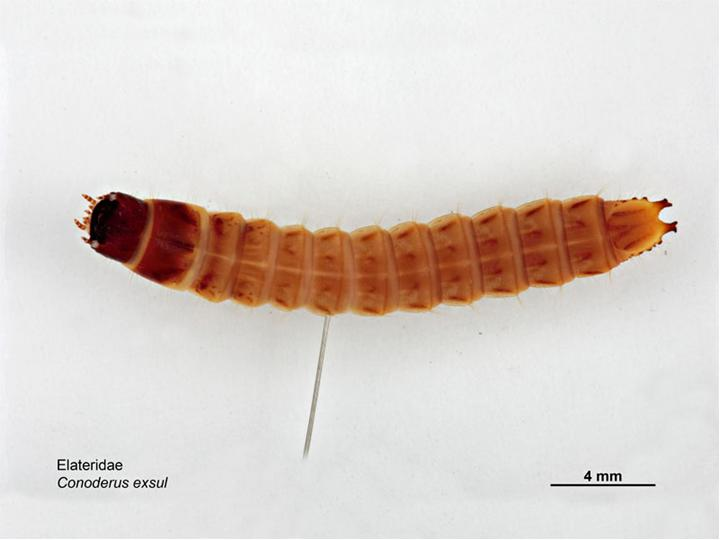
Larve von Conoderus exsul

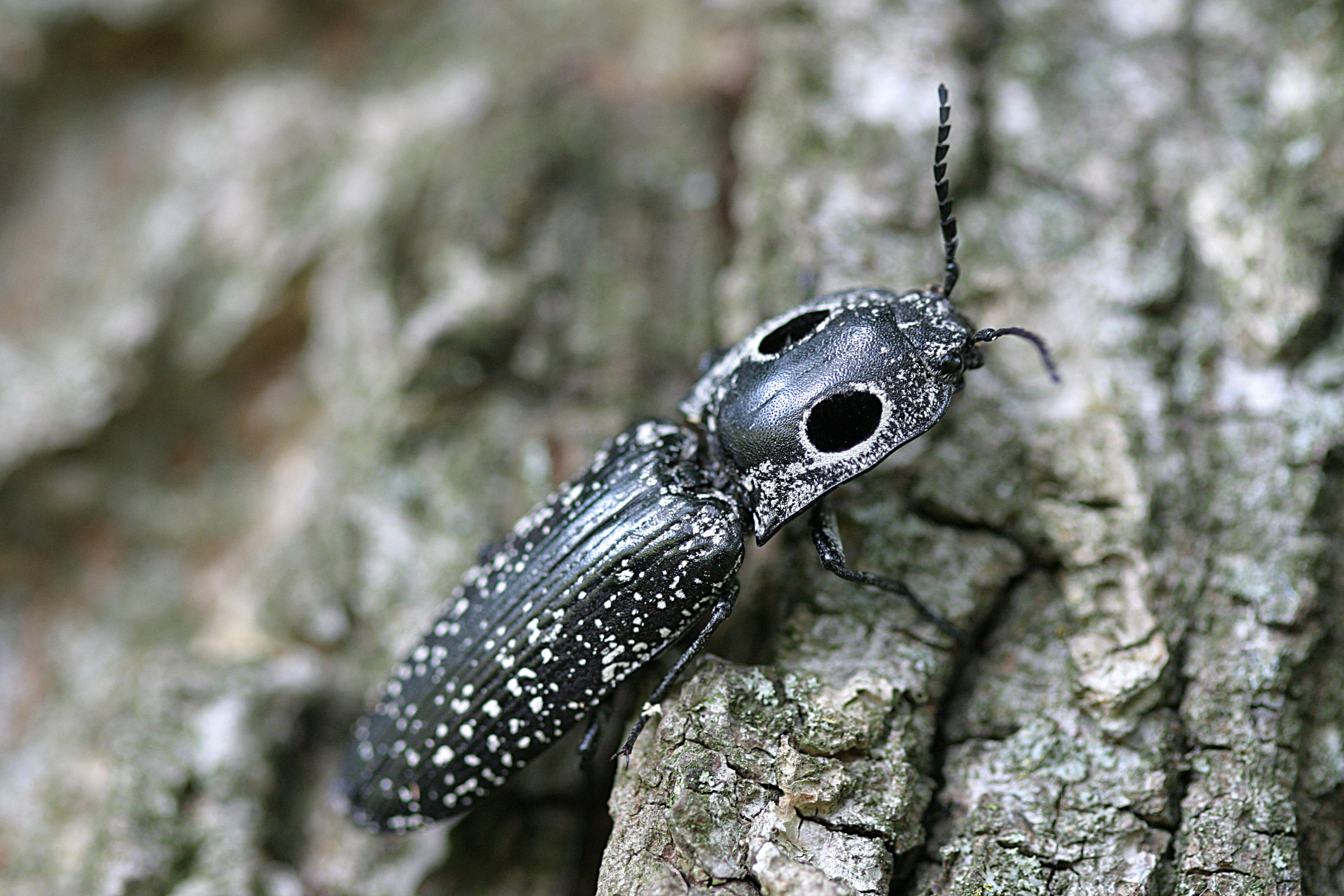
Alaus oculatus

Die Agrypninae sind eine weltweit verbreitete Unterfamilie der Schnellkäfer (Elateridae). Sie umfasst etwa 2500 Arten in 120 Gattungen. Nach Leschen, Beutel & Lawrence (2010) schließt die Unterfamilie die früher als eigenständig anerkannten Unterfamilien Chalcolepidiinae, Hemirhipinae, Octocryptinae und Tetralobinae ein. Nach einer Untersuchung von rDNA und mtDNA der schwach sklerotisierten Gruppen der Elateroidea durch Kundrata & Bocak (2011) zeigte sich, dass die bis dahin vertretene bzw. vermutete Klassifikation der Schneckenhauskäfer aufgegeben werden musste und die bis dahin im Familienrang gestandene Gruppe als Tribus Drilini der Unterfamilie Agrypninae zugerechnet wurde.

## Merkmale
Die Unterfamilie wird durch zwei Autapomorphien definiert: Bei den Imagines entspringen an der Außenseite jeder Klaue der Prätarsen eine oder mehrere kräftige Borsten und bei den Hinterflügeln ist keine Keilzelle ausgebildet.
Die Larven können anhand ihres dreieckigen, hinten spitz zulaufenden Postmentums, den einfachen Mandibeln ohne Retinaculum und den leicht sklerotisierten Rumpfsegmenten, mit einem eingekerbten neunten Tergum erkannt werden.

## Taxonomie und Systematik
Die Unterfamilie wird in folgende zehn Tribus unterteilt:
- Agrypnini Candèze, 1857
- Anaissini Golbach, 1984
- Cleidecostini Johnson, 2002 (= Heligmini)
- Hemirhipini Candèze, 1857
- Monocrepidiini Candèze, 1859 (= Conoderini, Oophorini)
- Platycrepidiini Costa, 1993
- Pseudomelanactini Arnett, 1967
- Pyrophorini Candèze, 1863
- Tetralobini Laporte, 1840
- Schneckenhauskäfer (Drilini) Blanchard, 1845

Einige Autoren anerkennen die Tetralobini auf Ebene einer Unterfamilie, wohingegen andere sie als Tribus sehen. Letzterer Meinung folgen Beutel & Leschen (2010). Die Hemirhipini wurden durch Casari-Chen (1993) neu definiert, nachdem einige Gattungen als nicht monophyletisch erkannt wurden.

## Arten (Auswahl)
- Mausgrauer Schnellkäfer (Agrypnus murinus)
- Calais parreysii
- Drasterius bimaculatus
- Weißschuppiger Schnellkäfer (Lacon punctatus)

## Belege